# Arthropogon filifolius
Arthropogon filifolius là một loài thực vật có hoa trong họ Hòa thảo. Loài này được Filg. mô tả khoa học đầu tiên năm 1981.